# Kevin Dillard
Kevin Andre Dillard (Homewood, Illinois; 15 de octubre de 1989) es un jugador de baloncesto estadounidense, que actualmente se encuentra sin equipo.

## Carrera
Kevin se formó en las universidades de Southern Illinois Salukis y Dayton Flyers. Tras no ser drafteado en 2013, llegó a Italia para jugar en el Novipiu Casale de la Adecco Oro italiana, donde promedió 15.7 puntos por partido.
Más tarde, jugó en Letonia y Francia. 
En 2015, comienza la temporada en Alemania en las filas del MHP RIESEN Ludwigsburg, pero a mitad de temporada vuelve a Francia para jugar en el Cholet.
En 2016 Ficha por Karsiyaka de Turquía.
En julio de 2020, firma con el Soproni KC de la Nemzeti Bajnokság I/A húngara.